# NGC 488
NGC 488 (również PGC 4946 lub UGC 907) – galaktyka spiralna (Sb), znajdująca się w gwiazdozbiorze Ryb. Została odkryta 13 grudnia 1784 roku przez Williama Herschela.
Do tej pory w galaktyce zaobserwowano dwie supernowe:
- SN 1976G
- SN 2010eb, odkryta 26 maja 2010 roku przez Berto Monarda, osiągnęła jasność obserwowaną 14m.